# Keurmerkinstituut
Het Keurmerkinstituut is een onafhankelijke certificerende instelling (CI) in Nederland. Het mag door de Raad voor Accreditatie ten minste tot 1 juni 2025 optreden als geaccrediteerde instelling om keuringen, inspecties en onderzoeken te verrichten voor het uitvaardigen van certificaten en keurmerken. Het keurmerkinstituut biedt ook trainingen aan en ondersteuning bij het uitvoeren van certificatieregelingen en erkenningsregelingen.
Het keurmerkinstituut werd door de rijksoverheid ook aangewezen als zelfstandig bestuursorgaan voor een wettelijk verplichte typekeuring van speeltoestellen, watertoestellen en certificatie van organisaties die jeugdbescherming en jeugdreclassering uitvoeren.

## Certificatieschema
Het Keurmerkinstituut profileert zich als een onafhankelijke organisatie en is gericht op de verbetering van kwaliteit en veiligheid van producten, diensten en accommodaties voor consumenten. In de officiële accreditatieverklaring staan de volgende bevoegdheden:  
| Normatief document                                                                                                | Certificatieschema |
| --- | --- |
| Brandblusmiddelen/brandblustoestellen                                                                             | Inspectie van het voortbrengingsproces, testen                                                                                               |
| Zorgaccommodaties                                                                                                 | Milieuthermometer Zorg, beperkt tot niveau goud, inspectie                                                                                   |
| HKZ certificatie kwaliteitsmanagementsystemen, compatibel met ISO 9001                                            | NTA 8224 Conformiteitsbeoordeling – Eisen aan instellingen die audits en certificatie van managementsystemen in zorg en welzijn uitvoeren    |
| Normenkader ten behoeve van certificering van uitvoerende organisaties voor Jeugdbescherming en Jeugdreclassering | Certificatieschema voor toetsing van het kwaliteitsmanagementsysteem van uitvoerende organisaties voor Jeugdbescherming en Jeugdreclassering |
| HKZ certificatie voor kleine organisaties                                                                         | HKZ certificatie voor clusters met sectoren: Certificatieschema voor kleine organisaties                                                     |
| NEN-EN15224:2017 kwaliteitsmanagementsystemen - EN ISO 9001:2015 voor zorg en welzijn                             | NTA 8224 (certificatiesysteem kwaliteitsmanagement Zorg en Welzijn) voor de clusters                                                         |

## Geschiedenis
In 1926 werd het eerste consumentenkeurmerk in Nederland ingevoerd. Dit gebeurde door de Nederlandse Vereniging van Huisvrouwen. Hiertoe werd een organisatie opgericht, de Stichting IVHA (Instituut tot Voorlichting bij Huishoudelijke Arbeid), waaruit de Stichting Keurmerkinstituut Konsumentenprodukten is voortgekomen. Door fusie met andere organisaties die zich met het uitgeven van keurmerken voor de consument bezighielden, ontstond in 1998 het Keurmerkinstituut.

## Goedgekeurd Keurmerkinstituut
Naast het onderzoeken en beoordelen van producten geeft het Keurmerkinstituut ook als enige het totaalkeurmerk Goedgekeurd Keurmerkinstituut uit. Het stelt dat alle aspecten die voor de consument van belang zijn onderzocht worden, zoals:
- Bruikbaarheid
- Veiligheid
- Milieubelasting
- Functionaliteit
- Ergonomie
- Productinformatie
- Garantieregeling

Het keurmerk Goedgekeurd Keurmerkinstituut is de opvolger van het keurmerk "Goedgekeurd Nederlandse Vereniging van Huisvrouwen en Goedmerk".

## Deelkeurmerk
Het Keurmerkinstituut geeft ook in licentie het keurmerk milieukeur uit. De geldigheidsduur is meestal beperkt tot 1, 2 of 3 jaar. Het betreft een deelkeurmerk dat eisen stelt aan de schadelijkheid voor het milieu voor:
- Accommodaties in de Zorgsector.
- Brandblussers en blusschuim
- GFT-zakken
- Kattenbakkorrels
- Meubelen en keuken
- Reinigingsmiddelen